# Schalkham
Schalkham är en kommun och ort i Landkreis Landshut i Regierungsbezirk Niederbayern i förbundslandet Bayern i Tyskland.
Kommunen ingår i kommunalförbundet Gerzen tillsammans med kommunerna Aham, Kröning och Gerzen.